# Oxyepoecus inquilinus
Oxyepoecus inquilinus es una especie de hormiga de la subfamilia Myrmicinae.  Es endémica de Argentina.